# ARM Cortex-A72
Az ARM Cortex-A72 (kódnevén Maia) egy ARMv8-A 64 bites utasításkészletet implementáló központi egység,
alacsony fogyasztású, nagy teljesítményű ARM mikroarchitektúra,
amelyet az ARM Holdings austini tervezőközpontja tervezett.
A Cortex-A72 egy 3 utas dekódolású sorrendtől eltérő (out-of-order) végrehajtású szuperskalár futószalag.
A licencelők számára SIP magként áll rendelkezésre,
és kialakítása alkalmassá teszi más SIP-magokkal 
(például GPU, képernyővezérlő, DSP, képfeldolgozó processzor stb.) 
egy lapkára, egylapkás rendszert (SoC) alkotó egységbe történő integrálására.
A Cortex-A72-t 2015-ben mutatták be a Cortex-A57 utódjaként, és úgy tervezték, hogy annál 20%-kal kevesebb energiát használjon vagy 90%-kal nagyobb teljesítményt nyújtson.
Az ARM a Cortex-A72-t az alacsony fogyasztású kiszolgálók és a csúcskategóriás mobil eszközök (mobiltelefonok, tabletek) piacán kívánja alkalmazni.

## Áttekintés
- Futószalagos processzor, mély sorrendtől eltérő (out-of-order), spekulatív kibocsátású 3 utas szuperskalár végrehajtású futószalag
- DSP (digitális jelprocesszor) és NEON SIMD kiterjesztések magonként kötelezőek
- VFPv4 lebegőpontos egység beépítve (magonként)
- Hardveres virtualizáció támogatása
- Thumb-2 utasításkészlet-kódolás – csökkenti a 32 bites programok méretét, kis hatással van a teljesítményre
- TrustZone biztonsági kiterjesztések
- Program Trace Macrocell és CoreSight Design Kit az utasításvégrehajtás beavatkozásmentes nyomkövetéséhez
- 32 KiB adat- (2 utas csoport-asszociatív) + 48 KiB utasítás- (3 utas csoport-asszociatív) L1 gyorsítótár magonként
- Integrált alacsony késleltetésű 2. szintű (16 utas csoport-asszociatív) gyorsítótár-vezérlő, 512 KiB-tól 4 MiB-ig konfigurálható méret klaszterenként
- 48 bejegyzéses teljesen asszociatív L1 utasítás TLB (translation lookaside buffer, címfordítási segédpuffer) a 4 KiB, 64 KiB, és 1 MiB lapméretek natív támogatásával
- 32 bejegyzéses teljesen asszociatív L1 adat TLB (címfordítási segédpuffer) a 4 KiB, 64 KiB, és 1 MiB lapméretek natív támogatásával
- 4 utas csoport-asszociatív, 1024 bejegyzéses egyesített L2 TLB magonként, támogatja a hit-under-miss technikát (ARM, gyorsítótár-találati hibák alatti betöltések szervezésére)
- Kifinomult elágazásbecslő algoritmus, ami jelentősen növeli a teljesítményt és csökkenti a téves előrejelzésre és spekulációra fordított energiát
- Korai IC (utasítás-gyorsítótár) címke 3 utas L1 gyorsítótár közvetlen leképzésű teljesítményével
- Régiókra osztott TLB és μBTB (elágazási célpuffer) címkézés
- Optimalizálások a rövid eltolású elágazási célok (branch target) kezelésére
- Felesleges elágazás-előrejelző hozzáférések elnyomása

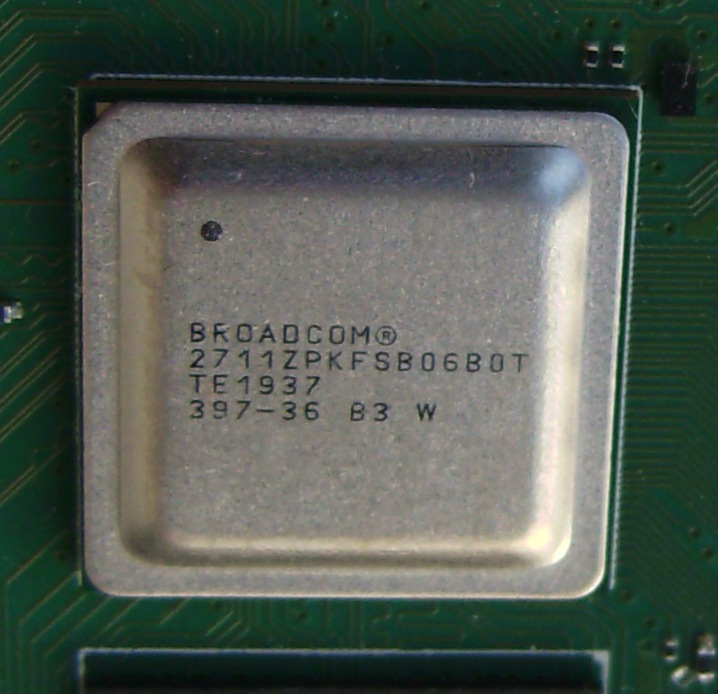
BCM2711 egy Raspberry Pi 4 Model B kártyán

## Csipek
- Broadcom BCM2711 – a Raspberry Pi 4 processzora[5][6]
- Qualcomm Snapdragon 650, 652, és 653
- NXP i.MX8, Layerscape LS1026A/LS1046A, LS2044A/LS2084A, LS2048A/LS2088A, LX2160A/LX2120A/LX2080A, LS1028A
- Texas Instruments Jacinto 7 autóipari és ipari SoC processzorcsalád
- Rockchip RK3399
- MediaTek Helio X20[7]

## Fordítás
Ez a szócikk részben vagy egészben  az   ARM Cortex-A72 című angol Wikipédia-szócikk ezen változatának fordításán alapul.  Az eredeti cikk szerkesztőit annak laptörténete sorolja fel. Ez a jelzés csupán a megfogalmazás eredetét és a szerzői jogokat jelzi, nem szolgál a cikkben szereplő információk forrásmegjelöléseként.